# Peloconus junodi
Peloconus junodi là một loài bọ cánh cứng trong họ Cerambycidae.